# Az ordító egér (film, 1959)
Az ordító egér, eredeti angol címe The Mouse That Roared, 1959-ben bemutatott színes brit (angol) filmvígjáték, a hidegháborús filmek meseszerű paródiája, rendezte Jack Arnold, főszereplői a többszörös szerepet játszó Peter Sellers, Jean Seberg és a Folytassa, őrmester!-ből ismert William Hartnell.

## Cselekmény
A történet egy (fiktív) európai törpeállamocskában, Nagy-Fenwick (Grand-Fenwick) Hercegségben kezdődik, amely éppen gazdasági csőddel néz szembe, mivel legfontosabb exporttermékét, a Pinot Grand Fenwick vörösbort egy amerikai nagyvállalat meghamisította, és dömping áraival kiszorította az amerikai piacról.
Bobo Mountjoy gróf, főminiszter (Peter Sellers) ravasz tervet kovácsol: Nagy-Fenwick üzenjen hadat az Amerikai Egyesült Államoknak, és nyomban adja is meg magát. Használja ki az amerikaiak közmondásos nagylelkűségét, és a legyőzött ellenfélnek nyújtott nagyvonalú amerikai gazdasági segélyből építsék újjá az országot. Gloriana hercegnő (szintén Sellers) némi habozás után elfogadja a tervet. A hercegség hadat üzen, de az amerikai külügyminisztérium viccnek tartja a levelet és félreteszi. A hadjárat vezetésével Tully Bascombot, a helybeli lágyszívű vadőrt (szintén Sellers) bízzák meg, akit a nagy-fenwicki fegyveres erők vezénylő tábornokává léptetnek elő. Helyettesévé a tapasztalt háborús veteránt, Will Buckley őrmestert (William Hartnell) nevezik ki, aki kemény intézkedésekkel rövidesen bevonultatja a kívánt 20 „önkéntes” polgárt.
A nagy-fenwicki expedíciós bandérium középkori fegyverzetben, láncingben, fazéksisakban, karddal, hosszú angol íjjal (longbow) felszerelkezve indul útnak. Az út európai szakaszán óvatosságból civilben utaznak, menetrendszerű autóbusszal. Marseille kikötőjéből egy kis kereskedelmi gőzösre szállnak. Az Atlanti-óceánon való átkelés megviseli a tériszonyban és tengeribetegségben szenvedő Tully tábornokot. New York felé közeledve nyílzáporral visszaverik a Queen Elizabeth brit óceánjáró vélt „támadását”. 
A fenwicki inváziós hadsereg partra száll. New Yorkban éppen légoltalmi próbariadót tartanak, az utcák üresek, a város védtelen. A véletlenül szembejövő, sugárvédő ruhás amerikai polgári védelmisek a láncinges, páncélos, nyilazó csodalényeket marslakóknak hiszik, elmenekülnek. Jelentésük alapján a nagyhangú Snippet tábornok (MacDonald Parke) néhány rendőr kíséretében a marslakók felkutatására indul, de az íjászok kilyukasztják a dzsip gumijait. Tully közli velük, hogy a két ország háborúban áll, és az elfogott amerikaiakat hadifogságba vetik. A csapat ezután a fizikai kutatóintézetbe vonul, ahol Dr. Alfred Kokintz (David Kossoff), a félelmetes erejű, egész kontinenseket elpusztítani képes „Q-bomba” feltalálója éppen találmányának rögbilabda nagyságú, hordozható példányán dolgozik. A prototípus igen instabil és érzékeny mindenfelé mozgásra és ütődésre. Tully hadizsákmányként lefoglalja a bombát, őrizetbe veszi Dr. Kokintzot és csinos leányát, Helent (Jean Seberg), és hazaindul velük Nagy-Fenwickbe.
Az amerikai megszállásra izgatottan készülődő Nagy-Fenwick népe megdöbbenve fogadja a győztesként hazaérkező Tullyt és csapatát. Gloriana hercegnő titokban büszke a győzelemre, de Bobo Montjoy gróf főminiszter tiltakozásul beadja lemondását, mert szépen felépített tervét „ez a hülye” (Tully) elrontotta. Tully lesz az új főminiszter. A veszedelmes Q-bombát bezárják egy kamrába, a doktort és lányát a hercegnő látja vendégül, a rendőrök luxuskörülmények közé kerülnek, kivéve a tábornokot, aki ragaszkodik a genfi egyezmény által megszabott silány hadifogoly-ellátáshoz.
Az Egyesült Államokban közben felfedezik, hogy Dr. Kokintz és a Q-bomba eltűnt. A külügyminisztériumban, a fűtőtest mögé becsúszva megtalálják Nagy-Fenwick hadüzenetét is, amelyet érkezéskor nem vettek komolyan. A kormányzat imázs-okokból elveti a kicsiny és védtelen országocska elleni katonai megtorlást. A hadügyminiszter Nagy-Fenwickbe utazik, hogy fegyverszünetről, és a bomba visszaadásának feltételeiről tárgyaljon. A határon már sorban állnak a nagyhatalmak megbízottai, akik egymással versenyezve segítséget és védelmi együttműködést ajánlanak a hercegségnek, cserébe a bomba birtoklásáért. (Várakozás közben az angol, francia, amerikai és szovjet főmegbízottak a Diplomacy nevű társasjátékkal múlatják az időt, és nyerik el egymás érdekeltségeit).
Kezdeti idegenkedés után Tully és Helen egymásba szeretnek. Közben a lemondott Bobo Montjoy és Benter, az ellenzék vezére összeesküvést szőnek: az amerikai foglyokat szökéshez segítik, és odaadják nekik a bombát is. A társaság a hercegnő autómobilját elkötve menekül, de Tully az erdőn keresztül megelőzi őket. Az államhatáron ketyegni kezd a bomba, mindenki rémülten eldobja magától, a kialakuló rögbis „passzolgatásban” Tully visszaszerzi a bombát és az államhatárt jelző „alapvonalon” áttolja Nagy-Fenwick területére.
Béketárgyalásokra kerül sor, Nagy-Fenwick hatalmas pénzsegélyt kap az Egyesült Államoktól, a hamisított konkurens vörösbort kitiltják az amerikai piacokról. Helen és apja, Dr. Kokintz Nagy-Fenwickben maradnak, a bombával együtt. Tully idealista és meseszerű tervei szerint a bombát a kicsiny országok gondjaira bízzák, a világbéke zálogául, arra a végső esetre, ha a nagyhatalmak vonakodnának belemenni a Tully által tervezett teljes leszerelésbe.
Bobo Montjoyt és Bentert elítélik, a Pinot Grand Fenwick szőlőjéből kell mustot taposniuk vég nélkül. Dr. Kokintz, Helen és Tully ellenőrzik a pincébe zárt bombát, nem romlott-e el. A doktor úgy találja, a bomba egész idő alatt „döglött” volt, csak a riasztóberendezése csörömpölt. Mindhárman megfogadják, hogy a bomba működésképtelenségét titokban tartják. Miután távoznak a bombát rejtő cellából, a bombából egy egér mászik elő, a bomba pedig ismét villogni és ketyegni kezd…

## Szereposztás
| Szerep                                                             | Színész          | Magyar hangja (1. szinkron)                                                 | Magyar hangja (2. szinkron)                                                                | Magyar hangja (3. szinkron)                                                                                         |
| ------------------------------------------------------------------ | ---------------- | --------------------------------------------------------------------------- | ------------------------------------------------------------------------------------------ | --- |
| Gloriana hercegnő / Bobo Montjoy gróf főminiszter / Tully Bascombe | Peter Sellers    | Márkus László                                                               | Kern András                                                                                | Háda János |
| Helen Kokintz                                                      | Jean Seberg      | Szegedi Erika                                                               | Fehér Anna                                                                                 | Orosz Anna |
| Will Buckley őrmester                                              | William Hartnell | N/A                                                                         | N/A                                                                                        | Csuha Lajos |
| Dr. Alfred Kokintz professzor                                      | David Kossoff    | N/A                                                                         | N/A                                                                                        | Versényi László |
| Benter, ellenzéki vezető                                           | Leo McKern       | N/A                                                                         | N/A                                                                                        | N/A |
| Snippet tábornok                                                   | MacDonald Parke  | N/A                                                                         | Kenderesi Tibor                                                                            | Kardos Gábor |
| USA védelmi minisztere                                             | Austin Willis    | N/A                                                                         | N/A                                                                                        | N/A |
| BBC hírolvasó                                                      | Colin Gordon     | N/A                                                                         | N/A                                                                                        | Rudas István |
| Továbbiak                                                          | N/A              | Csákányi László, Greguss Zoltán, Képessy József, Miklósy György, Szabó Ottó | Bodor Tibor, Csurka László, Fülöp Zsigmond, Horkai János, Képessy József, Velenczey István | Bognár Tamás, Csőre Gábor, Kristóf Tibor, Pálmai Szabolcs, Szokolay Ottó, Tóth G. Zoltán, Végh Ferenc, Pálfai Péter |

## Fogadtatás
A film bevétele Nagy-Britanniában a várakozások alatt maradt. Az Egyesült Államokban viszont meglepően magas jegybevételt produkált. Az elemzők azt valószínűsítik, hogy a nagy-fenwicki polgárok vonakodása a katonai szolgálattól az Egyesült Királyságban visszatetszést, az Egyesült Államokban viszont rokonszenvet váltott ki.

## Forgatási helyszínek
A belső felvételeket Angliában, a Shepperton Stúdióban forgatták. Itt építették fel a nagy-fenwicki hercegi palota környezetét is. A marseille-i és New York-i kikötői jeleneteket az angliai Southampton kikötőjében vették fel. A Queen Elizabeth óceánjáró hajó feltűnése a southamptoni kikötőben zajló forgatás alatt véletlen esemény volt, a felvett képeket viszont tudatosan felhasználták és belekombinálták a történésbe: megcsinálták a hajó megtámadásának jelenetét.
New York megszállását London egy modern negyedében vették fel, amely a második világháborús bombázásokban teljesen elpusztult, helyén modern vasbeton és üveghomlokzatú magas épületeket emeltek, ez tökéletesen megfelelt a New York-i környezetnek. Emellett New York-ban is felvettek vágóképeket, egy vasárnap kora hajnali órában, amikor valóban senki sem járt az utcákon.

## Érdekességek

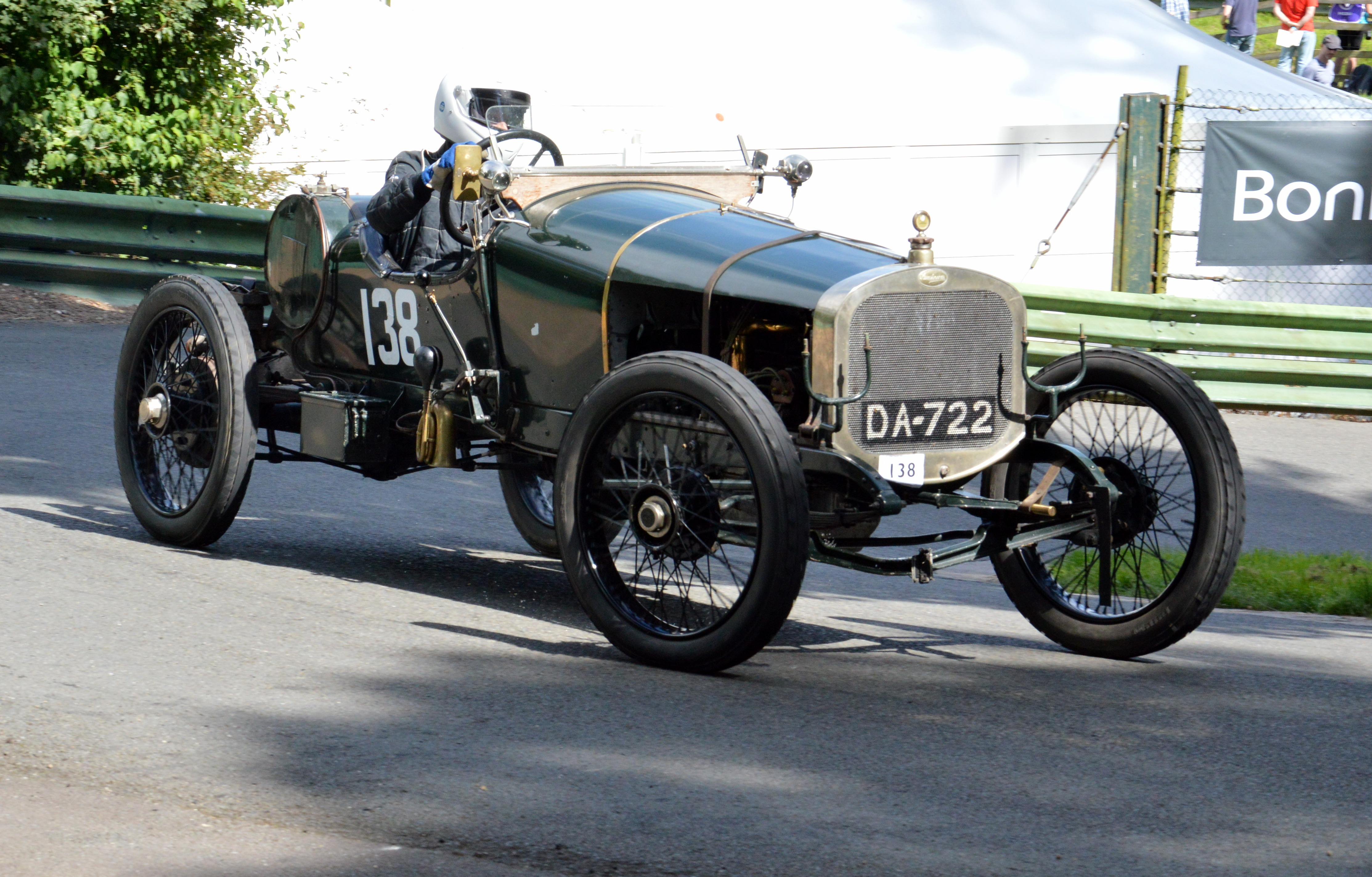
1913-as Sunbeam 12/16

Gloriana hercegnő muzeális automobilja egy 1913-as Sunbeam 12/16-os modell.
A főcímkép tervezője, Maurice Binder, a Columbia Pictures nyitóképéhez vicces lezárást adott: a fáklyát tartó hölgy egy egeret talál az emelvényen, és köpenyének szegélyét magasra felkapva kimenekül a képből, a záróképben pedig visszajön. A jelenethez nem kért előzetes engedélyt, a forgalmazó képviselője a bemutatón szembesült a jelenettel, de a kirobbanó tetszést látva eltekintettek a „komolytalan” jelenet eltávolításától.